# Breda di Piave
Breda di Piave là một đô thị (comune) thuộc tỉnh Treviso, vùng Veneto, Ý.